# Xiphodontus bicolor
Xiphodontus bicolor es una especie de coleóptero de la familia Lucanidae.

## Distribución geográfica
Habita en Uganda, Kenia y Tanzania.